# Bernoullipolynom
Bernoullipolynomen är en serie polynom som är relaterade till ett flertal speciella funktioner.

## Representationer

### Explicit formel
{\displaystyle B_{n}(x)=\sum _{k=0}^{n}{n \choose k}B_{n-k}x^{k},}
då n ≥ 0, där Bk är Bernoullitalen. En annan formel som inte innehåller Bernoullitalen är
{\displaystyle B_{m}(x)=\sum _{n=0}^{m}{\frac {1}{n+1}}\sum _{k=0}^{n}(-1)^{k}{n \choose k}(x+k)^{m}.}

### Genererande funktion
Bernoullipolynomens genererande funktion är
{\displaystyle {\frac {te^{xt}}{e^{t}-1}}=\sum _{n=0}^{\infty }B_{n}(x){\frac {t^{n}}{n!}}.}

### Övrigt
Bernoullipolynomen är de unika polynomen så att
{\displaystyle \int _{x}^{x+1}B_{n}(u)\,du=x^{n}.}

## De första Bernoullipolynomen
De första Bernoullipolynomen är
{\displaystyle B_{0}(x)=1\,}
{\displaystyle B_{1}(x)=x-1/2\,}
{\displaystyle B_{2}(x)=x^{2}-x+1/6\,}
{\displaystyle B_{3}(x)=x^{3}-{\frac {3}{2}}x^{2}+{\frac {1}{2}}x\,}
{\displaystyle B_{4}(x)=x^{4}-2x^{3}+x^{2}-{\frac {1}{30}}\,}
{\displaystyle B_{5}(x)=x^{5}-{\frac {5}{2}}x^{4}+{\frac {5}{3}}x^{3}-{\frac {1}{6}}x\,}
{\displaystyle B_{6}(x)=x^{6}-3x^{5}+{\frac {5}{2}}x^{4}-{\frac {1}{2}}x^{2}+{\frac {1}{42}}.\,}

## Differenser och derivator
Bernoullipolynomens differenser är 
{\displaystyle \Delta B_{n}(x)=B_{n}(x+1)-B_{n}(x)=nx^{n-1}.\,}
Deras derivator är
{\displaystyle B_{n}'(x)=nB_{n-1}(x).\,}

## Formler
{\displaystyle B_{n}(1-x)=(-1)^{n}B_{n}(x),\quad n\geq 0,}
{\displaystyle (-1)^{n}B_{n}(-x)=B_{n}(x)+nx^{n-1}\,}
{\displaystyle B_{n}(x)=2^{n-1}\left(B_{n}\left({\frac {x}{2}}\right)+B_{n}\left({\frac {x+1}{2}}\right)\right)}
{\displaystyle B_{n}(x+y)=\sum _{k=0}^{n}{n \choose k}B_{k}(x)y^{n-k}}
{\displaystyle B_{n}(mx)=m^{n-1}\sum _{k=0}^{m-1}B_{n}\left(x+{\frac {k}{m}}\right)}
{\displaystyle x^{n}={\frac {1}{n+1}}\sum _{k=0}^{n}{n+1 \choose k}B_{k}(x)}

En formel som relaterar Bernoulipolynomen med den fallande fakulteten är
{\displaystyle B_{n+1}(x)=B_{n+1}+\sum _{k=0}^{n}{\frac {n+1}{k+1}}\left\{{\begin{matrix}n\\k\end{matrix}}\right\}(x)_{k+1}}
där {\displaystyle B_{n}=B_{n}(0)} och
{\displaystyle \left\{{\begin{matrix}n\\k\end{matrix}}\right\}=S(n,k)}
är Stirlingtalen av andra ordningen.

En formel av Zhi-Wei Sun och Hao Pan är följande: om r + s + t = n och x + y + z = 1  är
{\displaystyle r[s,t;x,y]_{n}+s[t,r;y,z]_{n}+t[r,s;z,x]_{n}=0,}
där
{\displaystyle [s,t;x,y]_{n}=\sum _{k=0}^{n}(-1)^{k}{s \choose k}{t \choose {n-k}}B_{n-k}(x)B_{k}(y).}

## Integraler
Bernoullipolynomens integral ges av
{\displaystyle \int _{a}^{x}B_{n}(t)\,dt={\frac {B_{n+1}(x)-B_{n+1}(a)}{n+1}}.}

Integralen för produkten av två Bernoullipolynom över intervallet [0,1] ges av 
{\displaystyle \int _{0}^{1}B_{n}(t)B_{m}(t)\,dt=(-1)^{n-1}{\frac {m!n!}{(m+n)!}}B_{n+m}\quad {\mbox{ då }}m,n\geq 1.}